# Вог (вулканология)

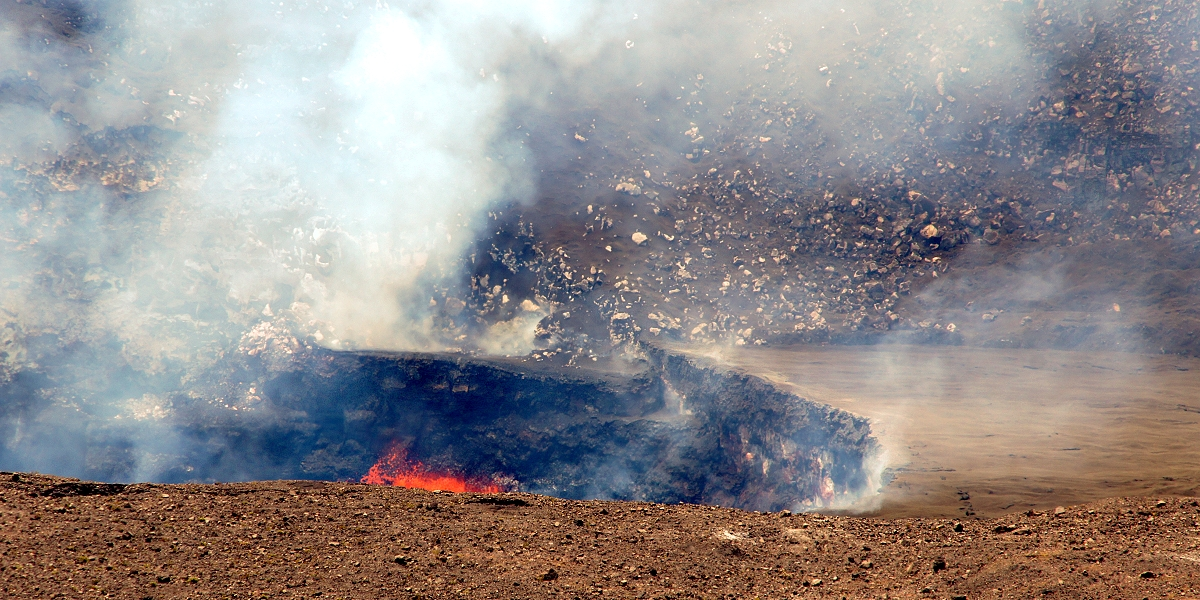
Основной источник гавайского вога — Кратер Халемаумау

Вог (от англ. Vog — volcanic smog — вулканический смог) — это форма загрязнения воздуха вулканическим дымом (вулканические газы) и водяным туманом (или мелким дождём). Вода растворяет оксиды серы, оксиды азота, превращая их в кислоты, а также прочие газы и частицы дыма, выделяемые активным вулканом, которые реагируют с кислородом воздуха (окисление) на солнце (фотохимические реакции). Создаётся кислотное облако с характерным неприятным запахом, которое переносится ветром на большое расстояние и негативно влияет на природу и здоровье людей.

## Термин

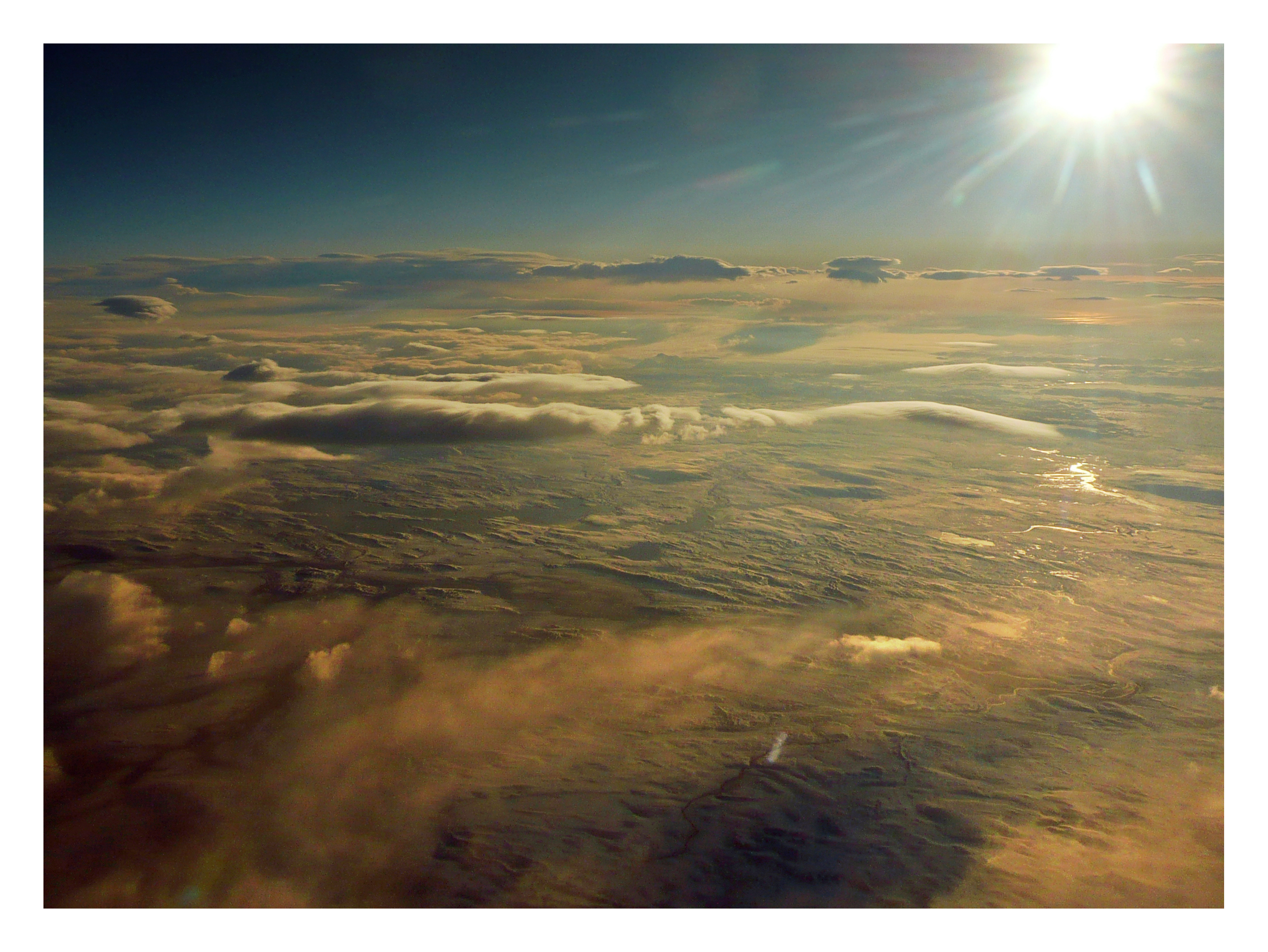
Исландский вог

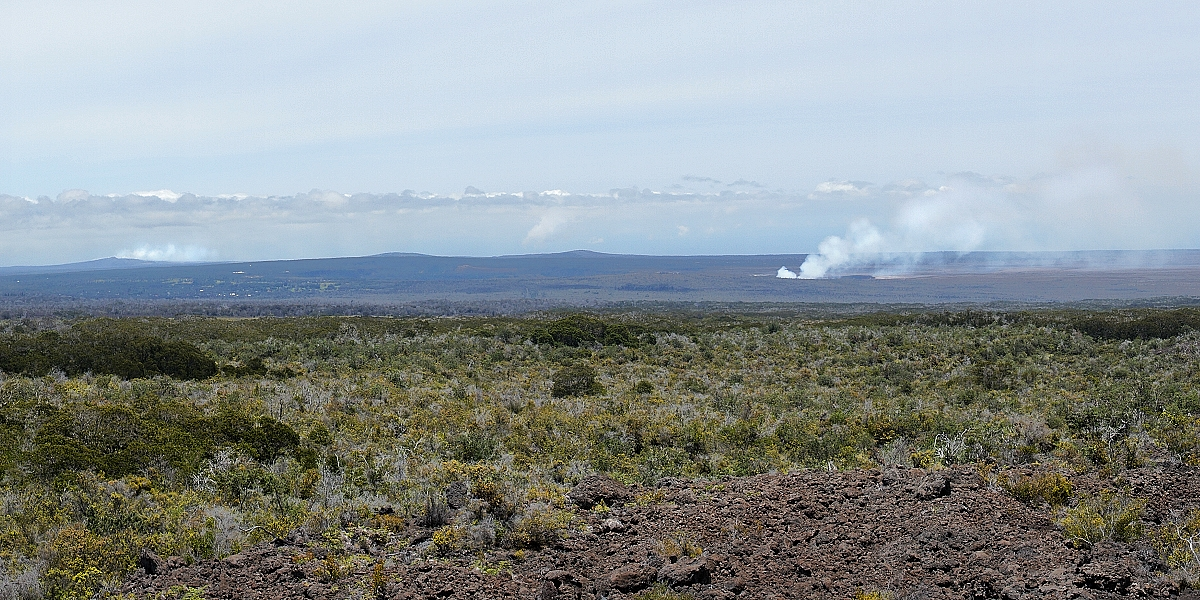
Гавайский вог

Термин возник и используется на острове Гавайи, зоне практически непрерывной активности вулканов Килауэа и Мауна-Лоа, где часто виден «смог от вулкана» — сокращённо «вог».
Вог также встречается у активных вулканов в Исландии.

## Описание
C июня 2008 года кратер Халемаумау на вулкане Килауэа испускает ежедневно 0,5—10 тонн только SO2. Вулканический дым в своём составе имеет пары воды, к ним добавляется вода из облаков, образуя ядовитые тучи, из которых идут кислотные дожди.
Вог состоит из смеси газов и аэрозолей. Он зависит от интенсивности вулканической активности, ветра и погоды. Трудность контроля концентрации в нём вредных веществ делает его ещё более потенциально опасным для человека.
На острове Гавайи преобладающие ветры (пассаты) уносят вог, как правило, в юго-западном направлении, от этого страдают находящиеся на его пути районы (Кау (пустыня)). Вог иногда достигает других островов штата Гавайи.

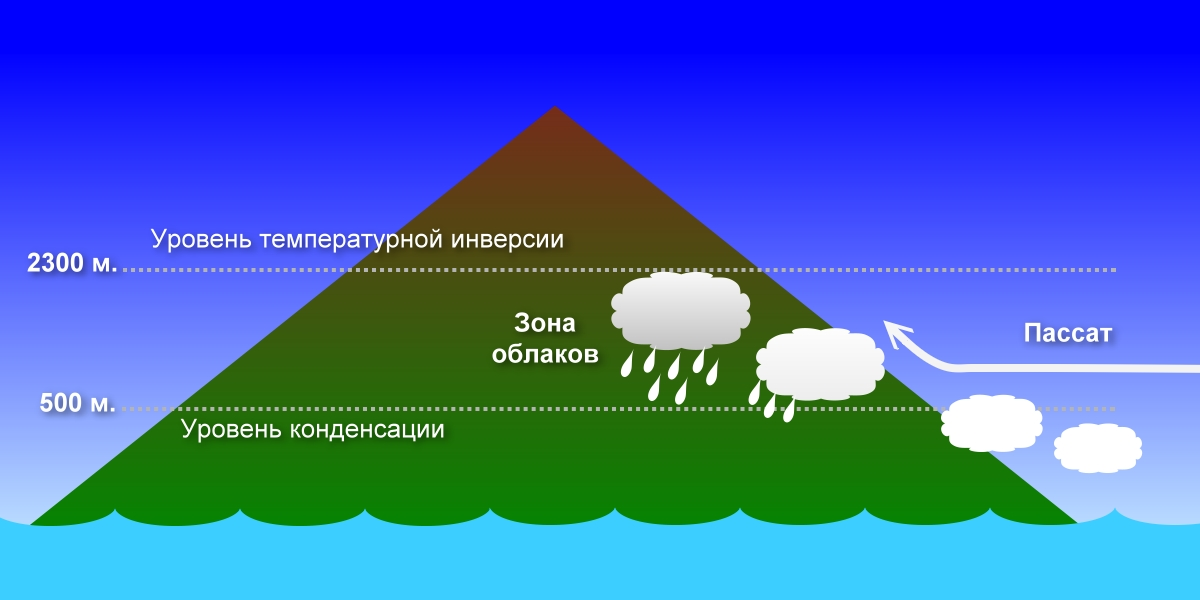
Схема конденсации облаков над уровнем Килауэа — 1,2 км.

Вог формируется совместным действием:
- дымовых шлейфов из кратеров Килауэа (высота около 1,2 км над уровнем моря),
- испарений дождевых вод из глубоких трещин вулканов,
- мест выхода лавы вдоль побережья, особенно при излияниях лавы в океан,
- инверсии дыма и прижимания его ветром к склонам гор,
- облаков и частых мелких моросящих дождей.

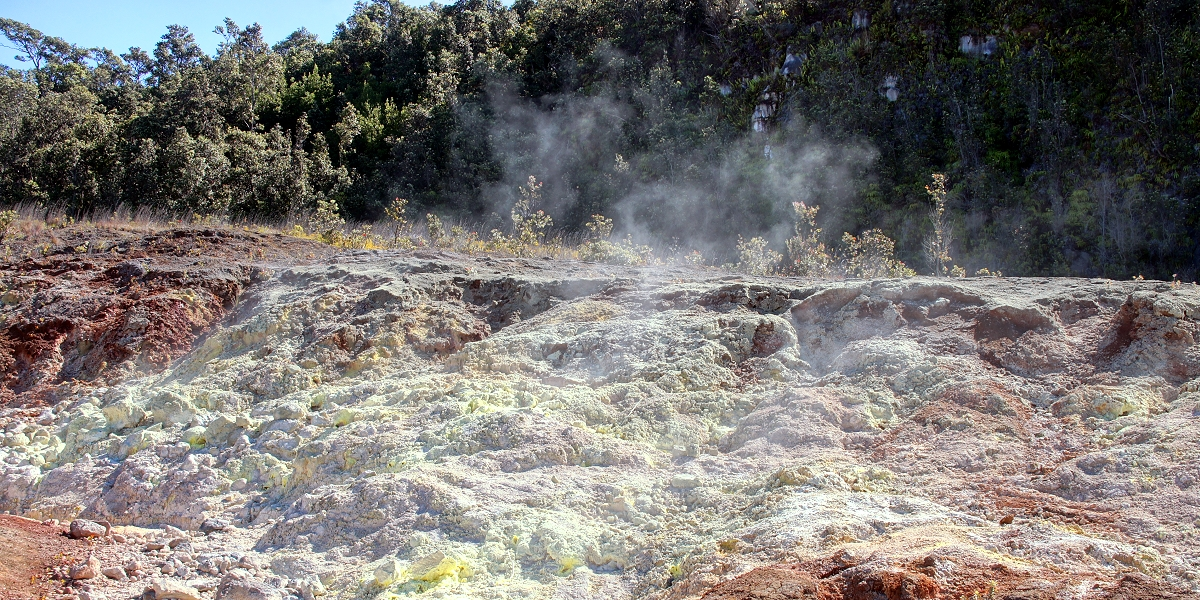
Вулканические испарения

Основными загрязнителями вулканических выбросов являются:
- оксиды серы, в основном оксид серы(IV) — прилают дыму серый цвет,
- оксиды азота — придают дыму жёлтый цвет,
- вода в виде пара и конденсата — придаёт дыму белый цвет,
- сероводород,
- хлороводород и фтороводород,
- прочие газы и пылевидные шлаки.

## Опасность и предупреждения

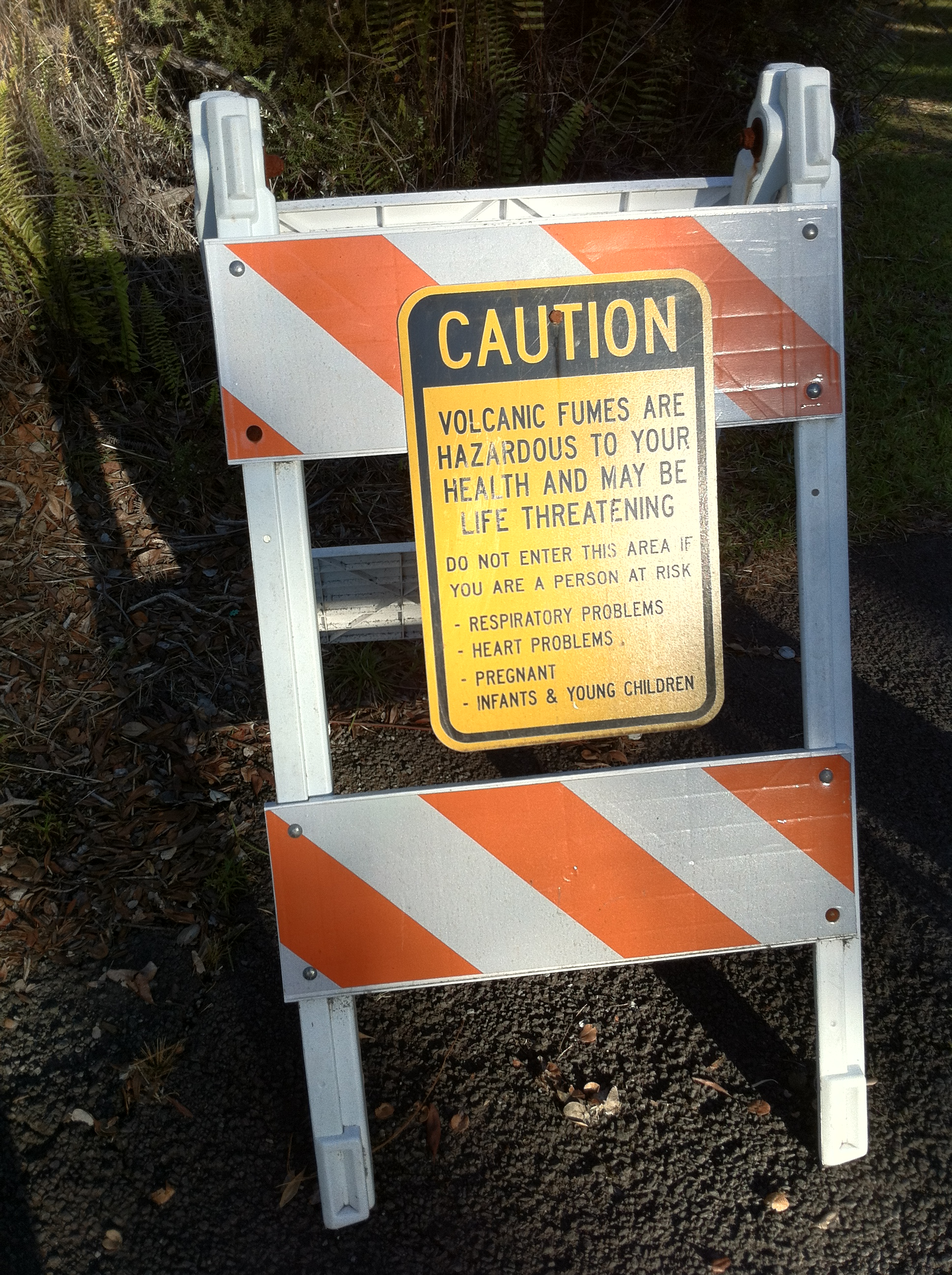
Предупреждение

Кислотные аэрозоли вога опасны для лёгких и зубов людей и животных. Они вызывают головные боли, слезотечение, першение в горле, затруднённое дыхание, приступы бронхиальной астмы, симптомы респираторных заболеваний. 
Вог уменьшает видимость и создаёт опасность для дорожного движения, воздушных и морских перевозок.
Учёные наблюдают за составом воздуха вблизи вулканов. Разрабатываются погодные системы предсказания появления вога.
При повышенном уровне вога перекрывают дороги и туристские тропы в Гавайском вулканическом национальном парке и эвакуируют часть населения (2008, 2012).